# Saint-Julien-le-Petit
Saint-Julien-le-Petit è un comune francese di 305 abitanti situato nel dipartimento dell'Alta Vienne nella regione della Nuova Aquitania.

## Società

### Evoluzione demografica
Abitanti censiti